# Hieracium liptoviense
Hieracium liptoviense es una especie de planta con flor del género Hieracium, de la familia Asteraceae, orden Asterales.

## Distribución
Hieracium liptoviense se distribuye por Austria, exChecoslovaquia, Polonia, Suiza y Ucrania.

## Taxonomía
Fue descrita científicamente por Borbás.